# سیارک ۴۱۶۲
سیارک ۴۱۶۲ (به انگلیسی: 4162 SAF، نامگذاری:1940WA) چهار هزار و صد و شصت و دومین سیارک کشف شده‌است که در ۲۴ نوامبر ۱۹۴۰ و در نیس کشف شد.
قدر مطلق سیارک برابر ۱۱٫۸۰ است.